# Nemesség
A nemesség kiváltságokat jelentő rang és jogállás, illetve az ezekkel rendelkező társadalmi osztály volt Európa nagy részén. A középkorban és az újkorban a társadalom uralkodó csoportját alkotta és a fő politikai és gazdasági hatalmat birtokolta. Ma már inkább csak jelképes társadalmi jelentőségű öröklődő rang egyes európai országokban. A legrégibb nemesség megnevezésére használatba jött a kékvérű jelző. A sangre azul kifejezést állítólag Spanyolországban a mórok korszakában használták először, ahol a nyugati gót nemesek fehér bőre alatt áttetsző kék szinű vérerei feltünően elütöttek a mórok sötétebb árnyalatú bőrszine alatt látszódó erek színétől. Más értelmezés szerint a királyok és a királynők, a fejedelmek és a hercegnők idejük nagyrészét kastélyaikban töltötték, napfénytől védett kényelmes életmódban éltek, távol az egyszerű halandók által elszenvedett megpróbáltatásoktól, akiknek a tűző nap lebarnította a bőrét. A bőr fehérsége egyfajta presztízs jele volt, a fehér bőr a kiváltságosság szinonimája volt, pusztán azért, mert ez azt jelentette, hogy a sápadt színű ember nem dolgozott hajnaltól napestig a mezőn, nem árult a piacon, nem szállt a tengerre.

## Története
A nemesség eredete a népcsoportok törzsi, nemzetségi berendezkedésig vezethető vissza. A törzsi és nemzetségi közösségeken belül a törzsfő környezete, nemzetségfők, katonai vezetők fokozatosan a többieknél nagyobb vagyonra, földbirtokra és kiváltságokra tettek szert, e réteg kiegészült későbbi betelepülőkkel és a társadalmi ranglétrán helyben felemelkedettekkel. Így kialakult egy uralkodó réteg, melynek kiváltságait uralkodójuk törvényben is elismerte, külön megnevezéssel említve őket. A kora középkori európai államok megalakulásakor e „nemesek” bizonyos kiváltságokat élveztek, amely a többi társadalmi osztály tagjaitól megkülönböztette őket. Így ők intézték az állami ügyeket, az ő feladatuk volt az ország védelme stb. A nemesi kiváltságok alapját a hűbéri rendszer (feudalizmus) jelentette. A nemesség eredete és jellege szerint nem mindenütt volt egyforma, néhol békés fejlődés eredményeként jött létre, másutt hódítás útján alakult ki. Minthogy a hűbéri rendszer az európai országokban különböző volt, a nemesség fejlődése is különbözőképpen történt.

## Régiók és országok szerint

### Közép-Európa

#### Németország
A Frank Birodalomban a korai középkorban a nemesség két típusa alakult ki, a születés szerinti nemesség és a hivatali nemesség. Az előbbit az utóbbitól magasabb vérdíj (Wehrgeld) különböztetett meg. A született nemesek a szabadok osztályának azon nemzetségeiből kerültek ki, amelyekből a királyok és fejedelmek származtak. A hivatali nemesség a királyi hivatalokon és katonai szolgálaton alapult és a püspökök és hűbéres nagybirtokosok tartoztak hozzá. A középkor folyamán ez a két nemesi osztály egy rendbe olvadt össze, a szabad lovagi rendbe, amelyhez való tartozást a nemesi származáson kívül a nemesi birtok és a lovagi katonai szolgálat adta meg. A szabad lovagi rendből fejlődött ki később a magasabb rendű nemesség, míg az úgynevezett alacsonyabb nemesség a nem szabad lovagok, a miniszteriálisok osztályából alakult ki, akik alatt az uralkodók és főurak szolgálatában álló nemeseket kellett érteni, akik általában vagy katonai szolgálatot vagy magasabb rendű hivatali teendőket végeztek.